# 테클라 뢰턴
테클라 뢰턴(Thekla Reuten, 1975년 9월 16일 ~ )은 네덜란드의 배우이다.

## 출연 작품
- 레드 스패로 - 마르타 역